# صموئيل إيفرز
صمويل إيفرز  (بالإنجليزية: Samuel Evres )‏ (وفاته 13أبريل/نيسان1787). ضابط أقدم إنجليزي، خدم في شركة الهند الشرقية، بومباي. قام برحلة شملت أماكن متعددة منها البصرة وبغداد، وعبر الصحراء الصغيرة وصل إلى حلب، ومنها إلى قبرص، ثم رودس، ثم زار زاكينثوس، وكورفو، حتى وصل إلى أوترانتو في إيطاليا، وذلك عام 1779م.

## السيرة
ان سيرة حياة الرحالة البريطاني صموئيل إيفرز، تكاد تكون غامضة ولانعرف عنها الكثير كما ذكر ذلك الدكتور أنيس عبد الخالق محمود، مترجم رحلته إلى العربية، حيث يقول، كان صموئيل إيفرز اسماً مغموراً في عالم الرحالة الغربيين، بل إن المترجم يشير في تقديمه للرحلة، التي قام بها إيفرز إلى البصرة وبغداد مروراً بكربلاء، وصولاً إلى سوريا، ومنها إلى إيطاليا في عام 1779، إلى أنها غير معروفة ومشهورة قياساً برحلات أخرى لرحالة مختلفين قاموا بها في نفس الزمن أو قبله.
وخلال السنوات السبع المقبلة (1780-1787)، أي بين وصوله إلى بلده حتى وفاته، لا نعرف الكثير عن حياته سوى إشارات محدودة، منها أنه في عام (1785) واجه مشكلةً ماليةً تتعلق بجميع أمواله وممتلكاته، فتراكمت عليه الديون تدريجياً، حتى إضطر للعمل بصفة كاتب لدى أحد المحامين· ومع ذلك، بذل قصارى جهده لدفع كتابه للنشر في سنة (1784)، مما يدل على أن مادته نالت إستحسان أصدقائه والمقربين إليه والناشر على حد سواء·
ولكنه إنتحر فجأةً بعد ثلاث سنوات في يوم الجمعة (13 نيسان/ إبريل 1787)، ربما نتيجة حالة إضطراب نفسي أو يأس. ويبدو أن سبب انتحاره هو إكتشافه زواج خطيبته (آن فالانس) التي تزوجت من ابن مدير مدرسة. كان إيفرز خلال السنوات الأخيرة من حياته يعيش في حيرة وعدم إستقرار فقد خسر أمواله ووظيفته، وفقد حبه وثقته بمن يحب، فتبددت آماله وطموحاته فجأةً، ولهذه الأسباب مجتمعة، ولعدم قدرته على مواجهتها إتخذ قراره بالإنتحار،

## الرحلة
بعد ان ترك إيفرز عمله في شركة الهند الشرقية في أوائل سنة (1779)، وقرر العودة إلى أوروبا عبر الطريق البرّي، وهو الطريق الذي سلكه الكثير من الرحالة قبله· ان صموئيل إفريز بدأ بتسجيل مذكرات رحلته من البصرة التي وصلها على متن سفينة قادماً من الهند حيث سجل سرداً حول مسار القافلة التي عبر فيها الصحراء العربية، والحجر الصحي الذي تعرض له في الطريق مع المسافرين الآخرين وتكاليفها الباهضة، كما قدم وصفاً عن طبوغرافية الأرض وتضاريسها ونوع التربة للأراضي التي مر بها، كما انه قدَّم أيضاً وصفاً لعادات وتقاليد الشعوب للبلدان المختلفة التي زارها على طريق رحلته الطويلة والشاسعة.وهناك رحالة أجانب زاروا بغداد في العهد العثماني، وصموئيل إفريز واحد منهم حيث انه زار بلاد ما بين النهرين وهي العراق الحالي، فوصل بغداد في (10 أبريل/نيسان 1779).وقبلها البصرة ومنها بدأ تسجيل مذكرات رحلته في الساعة الرابعة من مساء الجمعة (10 مارس/آذار 1779). يصحبه أربعة رجال من رفاقه الإنجيز فغادروا البصرة على متن مشحوف، ورافقهم مشحوف آخر كان عليه بيرفرد، والفرنسي المسيو بوريل دو بوغ، اللذان إفترقا عنه في بداية الرحلة. وكذلك إتخذ له مترجماً إسمه (ريشة)، ثم تزودوا بالأغذية ومايلزمهم من خدم وغيرها من لوازم السفر.وصلوا القرنة، عبر شط العرب، ثم مر بقرى صغيرة كقرية أبو قربوط، والحسينية، وقرية عبادة، ثم زار الكوت يوم الثلاثاء (16 مارس/آذار 1779)، ثم ذهب إلى قرية العرجة، ووصف وحشية القائد الفارسي (علي محمد خان)، بعد معركة ضروس حدثت بين العرب والفرس، ثم وصل قرية جريان، ومنها وصل السماوة يوم الأربعاء (24 مارس/آذار1779). وبعدها مر بالحسكة (الديوانية)، ومشهد علي بن أبي طالب في النجف، وزار كربلاء، والحلة، حتى وصل بغداد في (10 أبريل/نيسان 1779). حيث قدَّم وصفاً دقيقاً عن بغداد وعن تلك المدن من حيث الطبيعة والعادات والتقاليد، كما تطرق إلى دور بعض العشائر العراقية مثل عشيرة المنتفق ونفوذها القوي في إدارة ولاية البصرة. غادر بغداد براً عبر طريق الصحراء متوجهاً إلى حلب التي وصل إليها يوم الجمعة (22 مايو/آيار 1779)، ثم زار اللاذقية، ومنها توجه بحراً إلى قبرص، ثم فاماغوستا، ومنها إلى رودس، ثم زانتة، وكورفو، وأوترانتو ومنها إلى نابولي، ثم إلى إنجلترا التي وصلها في نهاية (فبراير/شباط 1780).

## مؤلفاته
- رحلة من البصرة إلى بغداد: عبر الصحراء الصغرى، إلى حلب، وقبرص، ورودس، وزانته، وكورفو؛ ثمَّ اوترانتو، بإيطاليا، في سنة 1779، بقلم جنتلمان. [2]وكان قد ذيلها باسم جنتلمان، ضابط أقدم في شركة الهند الشرقية، ولكن إسمه الحقيقي الملازم صموئيل إيفرز.

(Gentlman,late an officer in the East India Company's Service--in reality Lieut. Samuel Evers).